# Oniscidae
|  | Dieser Artikel wurde aufgrund von formalen oder inhaltlichen Mängeln in der Qualitätssicherung Biologie zur Verbesserung eingetragen. Dies geschieht, um die Qualität der Biologie-Artikel auf ein akzeptables Niveau zu bringen. Bitte hilf mit, diesen Artikel zu verbessern! Artikel, die nicht signifikant verbessert werden, können gegebenenfalls gelöscht werden. Lies dazu auch die näheren Informationen in den Mindestanforderungen an Biologie-Artikel. |

Die Mauerasseln sind eine Familie landlebender Asseln. Bekannteste Art der Familie ist die Mauerassel. Nach traditioneller Systematik werden die Gattungen Oniscus, Oroniscus, Phalloniscus, Rabdoniscus, Rodoniscus und Sardoniscus, der Familie zugeordnet. Neuere Untersuchungen ordnen zusätzlich die Gattungen Cerberoides, Diacara, Exalloniscus, Hanoniscus, Hiatoniscus, Hora, Krantzia und Tasmanoniscus zu den Mauerasseln.

## Vorkommen
Die vor allem in Europa, Nordamerika und Australien verbreitete Familie besiedelt feuchte terrestrische Habitatformen (Laubstreu oder unter der Rinde abgestorbener Bäume).

## Belege